# Plagioscion pauciradiatus
Plagioscion pauciradiatus és una espècie de peix de la família dels esciènids i de l'ordre dels perciformes.

## Hàbitat
És un peix de clima tropical i bentopelàgic.

## Distribució geogràfica
Es troba a l'Atlàntic occidental central: Surinam.

## Observacions
És inofensiu per als humans.